# And Just Like That...
And Just Like That... (markedsført som And Just Like That... A New Chapter of Sex and the City) er en amerikansk komedie-drama tv-serie. Det er en 10-episoders genoplivning af Sex and the City, den havde premiere på HBO Max den 9. december 2021.

## Medvirkende

### Hovedroller
- Sarah Jessica Parker som Carrie Bradshaw
- Cynthia Nixon som Miranda Hobbes
- Kristin Davis som Charlotte York Goldenblatt
- Mario Cantone som Anthony Marentino
- David Eigenberg som Steve Brady
- Willie Garson som Stanford Blatch
- Evan Handler som Harry Goldenblatt
- Sara Ramirez som Che Diaz
- Chris Noth som Mr. Big/John James Preston

### Tilbagevendende roller
- Julie Halston som Bitsy von Muffling
- Bobby Lee som Jackie Nee
- LeRoy McClain som Andre Rashad Wallace
- Cree Cicchino som Luisa Torres (sæson 1)
- Pat Bowie som Eunice Wexley
- Ivan Hernandez som Franklyn
- Katerina Tannenbaum som Lisette Alee
- William Abadie som Zed
- Patricia Black som Judy (sæson 2)
- Sebastiano Pigazzi som Giuseppe (sæson 2)
- Armin Amiri som Ravi Gordi (sæson 2)

## Afsnit
| Sæson | Sæson | Afsnit | Oprindelig sendt | Oprindelig sendt |
| Sæson | Sæson | Afsnit | Start            | Slut             |
| ----- | ----- | ------ | ---------------- | ---------------- |
|       | 1     | 10     | 9. december 2021 | 3. februar 2022  |
|       | 2     | 11     | 22. juni 2023    | 24. august 2023  |